# 亚历山大·鲁茨科伊
亚历山大·弗拉基米罗维奇·鲁茨科伊（俄语：Александр Владимирович Руцкой，1947年9月16日—），俄罗斯政治家、军人。历史上唯一一任俄罗斯副总统。

## 生平
鲁茨科伊出生于苏联库尔斯克，后参加苏联空军，于1971年毕业于巴尔瑙尔高级军事航空学校，成为一名直升机驾驶员。其后，他服役于北高加索军区，逐渐升迁为中校、副团长，并进入加加林空军学院进修如何使用直升机应对山地游击战。1980年后，他被派往阿富汗执行任务，共执行飞行426次，先后4次被击中，逐渐晋升为上校、副师长。1988年，他驾机在巴基斯坦境内作战时被击落，被游击队俘获后转交巴基斯坦政府。苏联政府用一名巴基斯坦间谍向巴基斯坦政府交换回鲁茨科伊。回国后，鲁茨科伊于当年12月8日被授予苏联英雄称号，并被选为人民代表，开始从政。1991年4月，鲁茨科伊同叶利钦结为政治盟友，并与其搭档竞选俄罗斯总统。同年6月，二人竞选成功，鲁茨科伊出任俄罗斯副总统。8月，鲁茨科伊因为自行组建新党被开除出苏联共产党。八一九事件中，鲁茨科伊坚决支持叶利钦，并率部队保卫议会大厦，因功升任空军少将。苏联解体后，鲁茨科伊开始与叶利钦产生矛盾，成为其休克疗法的坚决反对者，并逐渐与议会领导人哈斯布拉托夫结成联盟，成为叶利钦反对派的领袖之一。两派的斗争很快激化，在1993年莫斯科十月事件中，叶利钦宣布解散议会，而议会则反过来宣布解除叶利钦总统一职，并任命鲁茨科伊为代总统。最终，议会派在武装冲突中败北，鲁茨科伊也被捕。1994年2月，根据俄罗斯国家杜马的大赦令，鲁茨科伊被释放。其后，他仍然活跃于政坛上，并于1996年竞选库尔斯克州州长成功。2000年10月22日，在竞选连任过程中，鲁茨科伊突然于选举前13个小时被库尔斯克州法院以利用职权为竞选造势和财产来源不明为由取消了竞选资格。2003年11月26日，他在竞选国家杜马议员时，又被俄罗斯最高法院取消了参选资格。